# Molophilus dooraganensis
Molophilus dooraganensis är en tvåvingeart som beskrevs av Günther Theischinger 1999. Molophilus dooraganensis ingår i släktet Molophilus och familjen småharkrankar. Inga underarter finns listade i Catalogue of Life.